# Les Apprentis Sorciers (Les Simpson)
Pour l'épisode des Simpson, voir le film et Les Apprentis Sorciers.
Les Apprentis Sorciers (France) ou La pomme de la colère (Québec) (Mypods and Boomsticks) est le 7e épisode de la saison 20 de la série télévisée d'animation Les Simpson.

## Synopsis
La famille Simpson se rend au Mapple Store pour que Lisa ait son propre MyPod. Après s'être enfui du supermarché à la suite d'une énième farce, Bart rencontre un enfant musulman appelé Bashir. Plus tard, Homer a des doutes sur l'ami de Bart et invite Bashir et sa famille à manger chez eux pour savoir s'ils sont anti-américains.

## Audience américaine
L'audience aux États-Unis a atteint lors de sa première diffusion 8 millions de téléspectateurs.